# Габријел Енаке
Габријел Николаје Енаке (рум. Gabriel Nicolae Enache; Колибаши, 18. август 1990) румунски је фудбалер. Висок је 178 центиметра и игра на позицији десног спољног.

## Каријера

### Миовени
Енаке је своју сениорску каријеру започео у родном месту, играјући за фудбалски клуб Миовени у Другој лиги Румуније. Током три сезоне проведене у овом рангу забележио је 70 наступа и постигао укупно 12 голова, од чега 6 у првој, 5 у наредној, док је један погодак уписао у сезони 2010/11. и тако допринео промоцији клуба у највиши степен тамошњег фудбалског такмичења. Након пласмана у Прву лигу Румуније, Енаке је у овом такмичењу дебитовао 22. јула 2011, у поразу од Клужа на домаћем терену, резултатом 1-0.

### Астра Ђурђу
Лета 2012. године, Енаке је потписао четворогодишњи уговор са фудбалским клубом Астра, са могућношћу продужетка за још годину дана.
Током сезоне 2014/15, Енаке се са екипом Астре пласирао у Лигу Европе кроз квалификације. Касније је наступао и у групној фази овог такмичења, постигавши погодак у поразу на гостовању Селтику.
Наступајући за Астру, Енаке је забележио 139 и постигао 16 голова у свим такмичењима.

### Стеауа Букурешт
Дана 22. фебруара 2016. године, фудбалски клуб Стеауа Букурешт и Габријел Енаке потписали су петогодишњи уговор. Носећи број 44 на дресу, Енаке је до краја сезоне 2015/16. наступио 16 пута у свим такмичењима. Свој први гол за екипу Стеауе постигао је у ремију против Пандурија, 1. маја исте године. Тај резултат донео је његовом бившем клубу, Астри, титулу шампиона државе. Енаке је са екипом Стеауе освојио Лига куп Румуније за сезону 2015/16, победивши екипу Конкордије из Киажне резултатом 2:1 у финалној утакмици овог такмичења, одиграној 17. јула 2016. године. Енеке је као члан Стеауе провео пуне две календарске године, да би 24. фебруара 2018. споразумно раскинуо уговор и напустио клуб.

### Рубин Казањ
Четири дана након званичног напуштања свог бившег клуба, Стеауе, Енаке је званично представљен као појачање Рубина из Казања. На промоцији у новом клубу, последњег дана фебруара 2018, изабрао је број 26 на дресу. Два дана касније, 30. фебруара исте године, одиграо је своју прву такмичарску утакмицу за Рубин против Анжија, која је завршена резултатом 1:1. По окончању сезоне 2017/18, Рубин је одлучио да прекине сарадњу са Енакеом, након чега је он напустио клуб, одигравши 5 утакмица у Премијер лиги Русије.

### Партизан
У току дана 20. јуна 2018. године, Енаке је допутовао у Београд, где је договорио сарадњу са фудбалским клубом Партизан. У нови клуб је стигао као слободан играч, а изабрао је да носи број 44 на дресу, који је током сезоне 2017/18. носио Армин Ђерлек. Енакеа је у новом клубу наредног дана представио спортски директор, Ивица Илиев, рекавши да је уговор потписан на три године. Енаке је за клуб званично дебитовао у утакмици првог кола квалификација за Лигу Европе у сезони 2018/19, против екипе Рудара из Пљеваља, када нашао се у стартној постави Партизана. Енаке је, потом, дебитовао и у Суперлиги Србије, 22. јула 2018, на гостовању Раднику у Сурдулици, где је Партизан поражен резултатом 1-0. Енаке је за Партизан одиграо укупно 15 утакмица - осам у Суперлиги и седам у квалификацијама за Лигу Европе. Постигао је два гола (оба у Суперлиги). Последњи пут дрес Партизана носио је 23. фебруара 2019. у првенственом мечу против новосадског Пролетера, након чега је два дана касније послат на позајмицу у румунски клуб Дунареа Калараши до краја сезоне. Био је стандардан у екипи Дунарее али је клуб на крају сезоне испао из Прве лиге Румуније.

## Репрезентација
Наступајући за младу репзентацију своје државе, Енаке је на осам наступа забележио два поготка у периоду између 2011. и 2012. године. За Фудбалску репрезентацију Румуније Енаке је дебитовао 7. септембра 2014. године, ушавши у игру уместо Александруа Максима, током квалификационе утакмице за Европско првенство у фудбалу 2016, против екипе Грчке. До краја године одиграо је још две званичне утакмице, а током 2015. није наступао за репрезентацију. Забележио је и један наступ у квалификацијама за Светско првенство 2018, против екипе Казахстана.

## Приватно
У мају 2014. Енаке је оженио своју партнерку Мадалину, са којом је добио ћерку. Пар се развео након три године брака. У септембру 2017. Енаке је добио сина са својом другом супругом, румунском манекенком Еленом, коју је упознао током претходног брака. Енаке на свом телу има неколико тетоважа са детаљима религиозних карактера. Приликом представљања у фудбалском клубу Партизан, Енаке је објаснио да је број 44, који је углавном носио кроз каријеру, повезан са датумом рођења његове ћерке. Тада је наглашено да има троје деце.

## Статистика

#### Клупска
| Клуб             | Сезона   | Лига                 | Лига    | Лига   | Национални куп | Национални куп | Лига куп | Лига куп | Европа  | Европа | Остало  | Остало | Укупно  | Укупно |
| Клуб             | Сезона   | Дивизија             | Наступа | Голова | Наступа        | Голова         | Наступа  | Голова   | Наступа | Голова | Наступа | Голова | Наступа | Голова |
| ---------------- | -------- | -------------------- | ------- | ------ | -------------- | -------------- | -------- | -------- | ------- | ------ | ------- | ------ | ------- | ------ |
| Миовени          | 2008/09. | Друга лига Румуније  | 33      | 6      | 0              | 0              | —        | —        | —       | —      | —       | —      | 33      | 6      |
| Миовени          | 2009/10. | Друга лига Румуније  | 19      | 5      | 0              | 0              | —        | —        | —       | —      | —       | —      | 19      | 5      |
| Миовени          | 2010/11. | Друга лига Румуније  | 18      | 1      | 0              | 0              | —        | —        | —       | —      | —       | —      | 18      | 1      |
| Миовени          | 2011/12. | Прва лига Румуније   | 32      | 0      | 1              | 0              | —        | —        | —       | —      | —       | —      | 33      | 0      |
| Миовени          | Укупно   | Укупно               | 102     | 12     | 1              | 0              | —        | —        | —       | —      | —       | —      | 103     | 12     |
| Астра Ђурђу      | 2012/13. | Прва лига Румуније   | 26      | 2      | 3              | 0              | —        | —        | —       | —      | —       | —      | 29      | 2      |
| Астра Ђурђу      | 2013/14. | Прва лига Румуније   | 23      | 4      | 2              | 0              | —        | —        | 8       | 0      | —       | —      | 33      | 4      |
| Астра Ђурђу      | 2014/15. | Прва лига Румуније   | 31      | 3      | 1              | 0              | 3        | 1        | 9       | 2      | 1       | 1      | 45      | 7      |
| Астра Ђурђу      | 2015/16. | Прва лига Румуније   | 21      | 1      | 2              | 2              | 2        | 0        | 6       | 0      | —       | —      | 32      | 3      |
| Астра Ђурђу      | Укупно   | Укупно               | 102     | 10     | 8              | 2              | 5        | 1        | 23      | 2      | 1       | 1      | 139     | 16     |
| Стеауа Букурешт  | 2015/16. | Прва лига Румуније   | 11      | 1      | 2              | 1              | 3        | 0        | —       | —      | —       | —      | 16      | 2      |
| Стеауа Букурешт  | 2016/17. | Прва лига Румуније   | 29      | 3      | 2              | 0              | 2        | 0        | 7       | 0      | —       | —      | 40      | 3      |
| Стеауа Букурешт  | 2017/18. | Прва лига Румуније   | 15      | 0      | 0              | 0              | —        | —        | 8       | 0      | —       | —      | 23      | 0      |
| Стеауа Букурешт  | Укупно   | Укупно               | 55      | 4      | 4              | 1              | 5        | 0        | 15      | 0      | —       | —      | 79      | 5      |
| Рубин Казањ      | 2017/18. | Премијер лига Русије | 5       | 0      | —              | —              | —        | —        | —       | —      | —       | —      | 5       | 0      |
| Партизан         | 2018/19. | Суперлига Србије     | 8       | 2      | 0              | 0              | —        | —        | 7       | 0      | —       | —      | 15      | 2      |
| Дунареа Калараши | 2018/19. | Прва лига Румуније   | 12      | 0      | 0              | 0              | —        | —        | 0       | 0      | —       | —      | 12      | 0      |
| Каријера         | Каријера | Каријера             | 284     | 28     | 13             | 3              | 10       | 1        | 45      | 2      | 1       | 1      | 353     | 35     |

- Ажурирано 12. августаа 2019. године.[1]

#### Репрезентативна
| Румунија | Румунија | Румунија |
| Године   | Наступа  | Голова   |
| -------- | -------- | -------- |
| 2014.    | 3        | 0        |
| 2015.    | 0        | 0        |
| 2016.    | 2        | 0        |
| Укупно   | 5        | 0        |

- Ажурирано 15. јула 2018. године.[25]

## Трофеји
Астра Ђурђу
- Куп Румуније: 2013/14.
- Суперкуп Румуније: 2014.
- Прва лига Румуније: 2015/16.

Стеауа Букурешт
- Лига куп Румуније: 2015/16.